# Giovanni Fincato
Giovanni Fincato (Enego, 3 ottobre 1891 – Verona, 6 ottobre 1944) è stato un militare e partigiano italiano.
Pluridecorato ufficiale del Regio Esercito durante la prima guerra mondiale, partecipò anche alla seconda. Dopo la proclamazione dell'armistizio dell'8 settembre 1943 entrò nella Resistenza veneta, e fu ucciso dai fascisti dopo due giorni di torture. Fu decorato con la medaglia d'oro al valor militare alla memoria

## Biografia
Nato a Enego (Vicenza) nel 1891, figlio di Bartolomeo e Bernarda Guzzo, svolse il servizio militare tra il 1911 e il 1912, congedandosi con il grado di sergente. All'entrata in guerra dell'Italia, il 24 maggio 1915, viene richiamato in servizio partecipando al corso Allievi Ufficiali, al termine del quale, nel dicembre dello stesso anno, divenne sottotenente di complemento. Assume il comando di un plotone della 145ª Compagnia del Battaglione alpino "Sette Comuni", operante in seno al 6º Reggimento alpini, che operava nella zona del Monte Ortigara. Si distingue subito per il suo valore, nel giugno 1916 a Crepaggio viene decorato con la prima Medaglia d'argento al valor militare, è promosso Tenente in servizio permanente effettivo per meriti di guerra nel 1917, decorato con una seconda Medaglia d'argento nel giugno dello stesso anno. Promosso capitano nel 1918 diviene comandante di compagnia del Battaglione "Feltre" del 7º Reggimento alpini, e nell'ottobre dello stesso anno ottiene la terza Medaglia d'argento al valor militare in località Fellette, sul massiccio del Monte Grappa. Dopo la fine della guerra segue il suo battaglione in Albania da cui ritornò in Patria nel 1920 per frequentare il corso presso la Scuola di guerra e quello di giurisprudenza per divenire avvocato militare. Lasciato temporaneamente il Corpo degli Alpini dietro sua domanda, tra il 1934 e il 1938 svolge le funzioni di giudice presso il tribunale militare di Bologna. Promosso maggiore viene trasferito come giudice supplente presso il tribunale militare di Verona..
Richiamato in servizio attivo il 1º gennaio 1942, con il grado di tenente colonnello prestò servizio presso il deposito del 6º Reggimento Alpini e, dal 1º agosto 1943, assunse il comando del 167º Battaglione costiero, schierato lungo le coste della Provenza, operante in seno alla 4ª Armata del generale Mario Vercellino. Dopo l'armistizio dell'8 settembre 1943 l'ufficiale dapprima riparò sulle montagne del Piemonte e poi, raggiunto il Veronese, vi organizzò gruppi di partigiani.
Nominato dal Comitato di Liberazione Nazionale comandante della piazza di Verona, si distinse durante numerose azioni di guerra, sino a che non fu catturato con il suo collega Alberto Andreani. Torturato a morte per due giorni consecutivi, il suo cadavere, gettato dai tedeschi nel fiume Adige, non fu mai ritrovato. Alla memoria gli venne concessa la Medaglia d'oro al valor militare, massima decorazione italiana.

### Riconoscimenti
Verona, Vicenza e Padova gli hanno dedicato una via e, in occasione del 20º Anniversario della Liberazione, in piazza Martiri della libertà a Verona è stata collocata una lapide in memoria. Anche Enego, paese natale di Fincato, lo ricorda con una via vicino alla piazza principale.
Gli è stata inoltre dedicata la polisportiva "Libertas" di Montorio Veronese. Nella città di Bassano del Grappa nel 1950 venne edificata una caserma e intitolata alla sua memoria, che ospitò un Gruppo Missilistico Intercettori e poi un Battaglione di Guerra Elettronica. Nel 2017 la caserma viene riconvertita ad uso della Protezione Civile.

### Periodici
- Roberto Chiavacci, Fortunato Colella, Le Medaglie d'oro al valor militare conferite agli elbani dal Risorgimento alla Seconda Guerra Mondiale, 1991,  pp. 31-33.